# Comuna Osadce, Petropavlivka
Osadce (în ucraineană Осадче) este o comună în raionul Petropavlivka, regiunea Dnipropetrovsk, Ucraina, formată din satele Dobrînka, Osadce (reședința) și Vodeane.

## Demografie
Componența lingvistică a satului Osadce
     Ucraineană (70%)
     Rusă (28,72%)
     Alte limbi (0,39%)
Conform recensământului din 2001, majoritatea populației satului Osadce era vorbitoare de ucraineană (70%), existând în minoritate și vorbitori de rusă (28,72%).